# Pselnophorus jaechi
Pselnophorus jaechi là một loài bướm đêm thuộc họ Pterophoroidea. It is found locally quanh Mount Meru ở Tanzania.
Sải cánh dài 15–17 mm. Con trưởng thành bay vào tháng 2, tháng 7 và tháng 12.